# Loipl (Bischofswiesen)

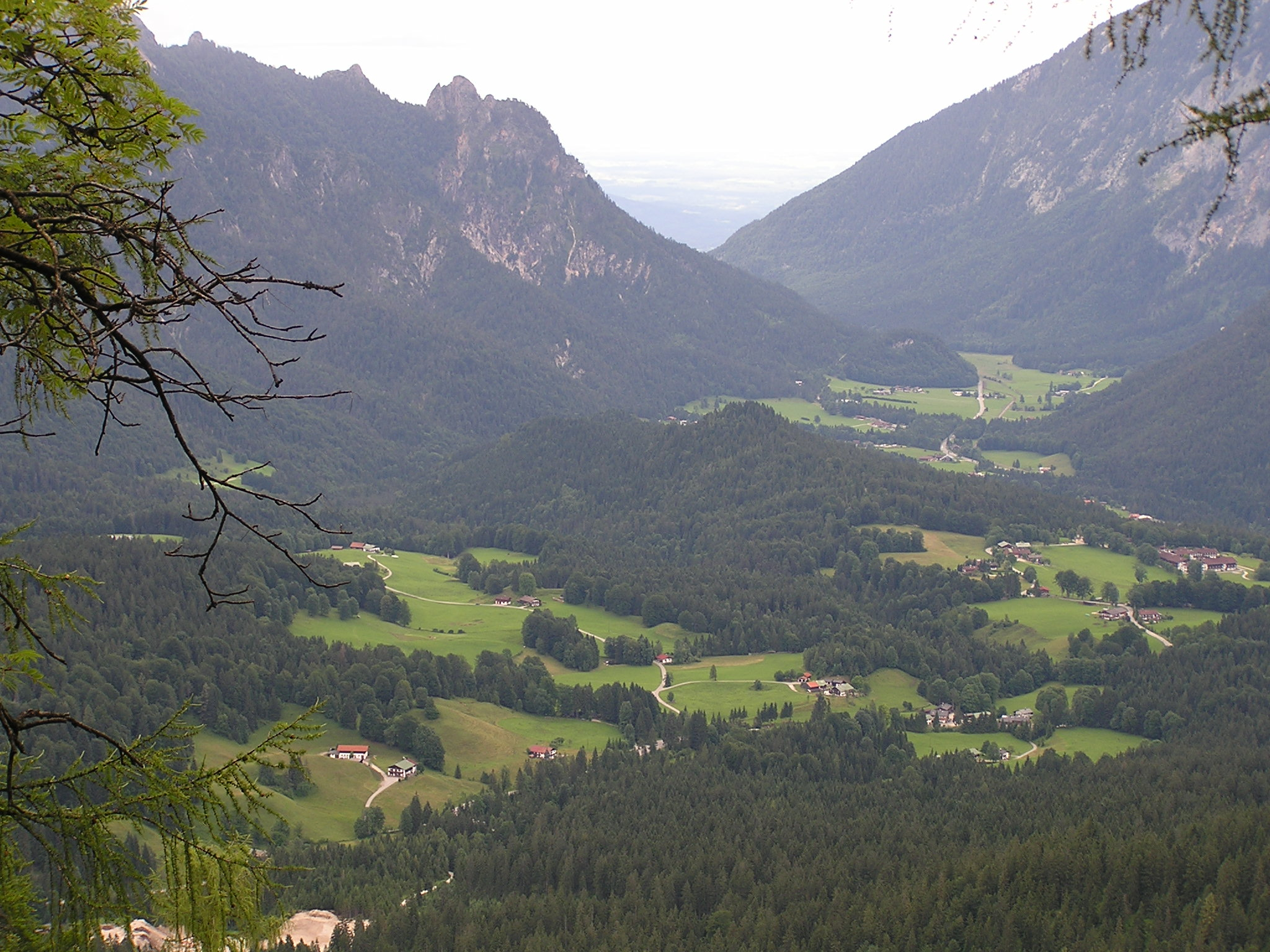
Die Gnotschaft Loipl liegt auf ca. 850 m Meereshöhe, im Hintergrund die "Schlafende Hexe" Rotofen, der Einschnitt des Passes Hallthurm und rechts der Untersberg. Blick vom „Toten Mann“ aus in Richtung Nord/Ost.

Loipl ist ein Gemeindeteil bzw. eine Gnotschaft der Gemeinde Bischofswiesen im bayerischen Landkreis Berchtesgadener Land.

## Geografie
Die Streusiedlung Loipl liegt etwa 300 Meter höher als Bischofswiesen auf einem Hochplateau.
Umrahmt wird Loipl vom Schmuckenstein und Pfaffenbichel im Südwesten, Lattengebirge im Westen mit Karspitz, Törlschneid, Törlkopf, Karkopf, Dreisesselberg, Keilkopf, Mottkopf und Rotofen (Schlafende Hexe) im Norden, Untersberg im Osten mit Rauhenkopf, vom Toten Mann (Gnotschaft Schwarzeck) und Götschenkopf im Süden. In Sichtweite südlich befinden sich der Hohe Göll und der Hochkalter.
Bis an die Gemeindegrenze zu Ramsau bei Berchtesgaden (dort Gnotschaft Schwarzeck) schließt sich der Berchtesgadener Bürgerwald an, ein ehemals gemeindefreies Gebiet, das am 1. Juli 1982 überwiegend nach Bischofswiesen eingegliedert wurde (258,9 von 260,9 Hektar, die restlichen 2 Hektar wurden der Nachbargemeinde Ramsau zugeschlagen).

## Geschichte

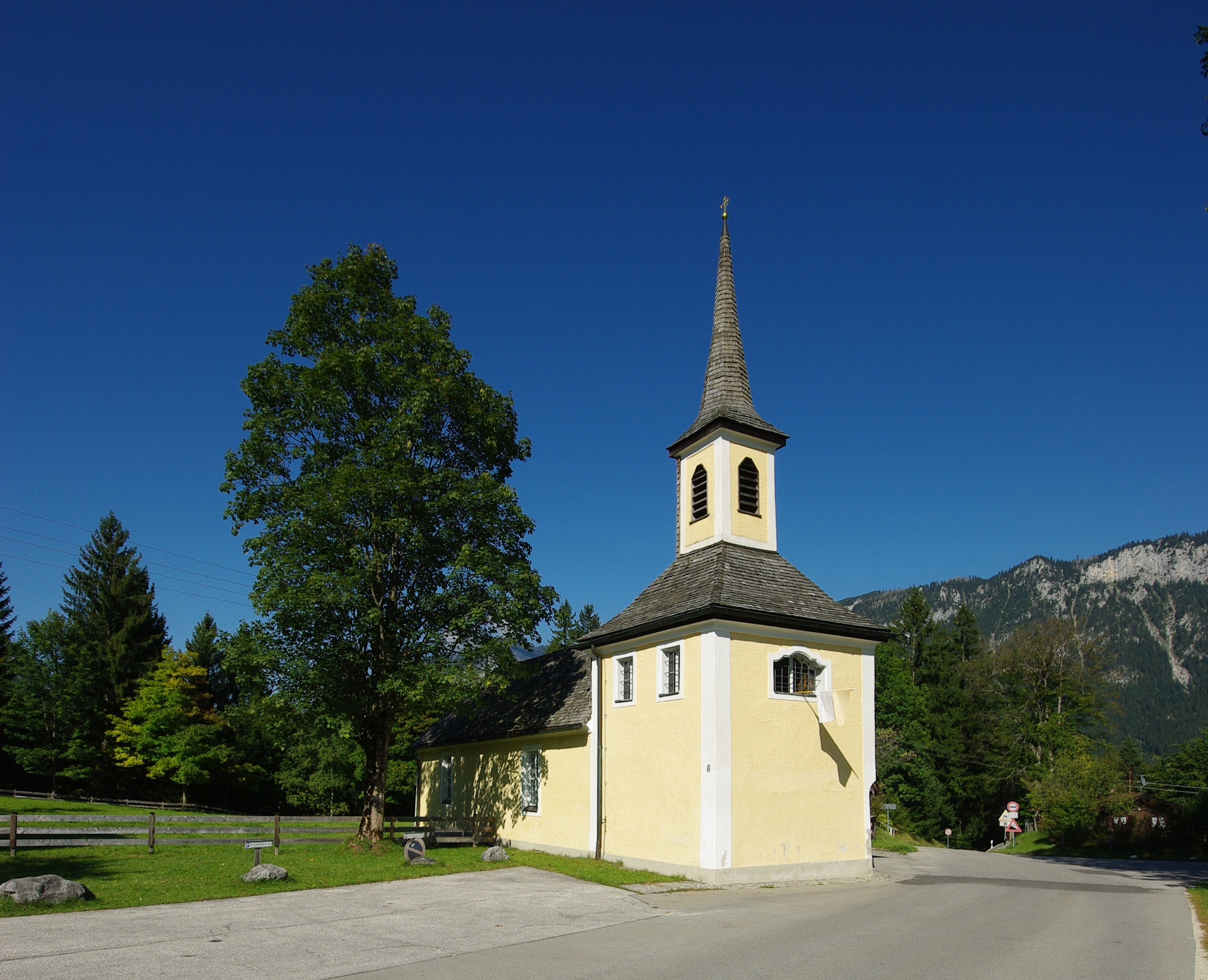
Wallfahrtskirche Maria Hilf

### Gnotschaftsbezirk
Vermutlich bereits ab Ende des 14. Jahrhunderts war Loipl der 1. Gnotschaftsbezirk der „Urgnotschaft“ Bischofswiesen im Berchtesgadener Land, das ab 1380 das Kernland der Reichsprälatur Berchtesgaden und der später eigenständigen, reichsunmittelbaren Fürstpropstei Berchtesgaden (1559–1803) bildete. Nach drei kurz hintereinander folgenden Herrschaftswechseln wurde 1810 das Berchtesgadener Land mit seinen Gnotschaften dem Königreich Bayern angegliedert und aus Bischofswiesen ab 1812 eine Gemeinde. Da Größe und Gliederung der Gemeinde Bischofswiesen in den 1970ern von der Gebietsreform in Bayern ausgenommen blieben, ist Loipl noch heute ein Ortsteil bzw. eine Gnotschaft der Gemeinde Bischofswiesen.

### Bau der Wallfahrtskirche Maria Hilf
Unter dem Namen „Zu unserer lieben Frau“ wurde 1798/99 von den Einwohnern Loipls eine Kapelle erbaut. Eingeweiht („benediziert“) wurde sie laut Brugger im Jahr 1800 von Reichsstift-Kapitular Franz Xaver Graf von Berchem. Dank der Stiftung eines Ablasses („Awers“) entwickelte sie sich ab 1805 zu einer Wallfahrtskirche, die im 19. und 20. Jahrhundert viele Pilger anzog. Wann die Bezeichnung Wallfahrtskirche Maria Hilf offiziell eingeführt wurde, und ob und wann das Gebäude eine bauliche Erweiterung erfahren hat, ist derzeit (Stand 2002) unbekannt.

### Hausnamen
Die Gnotschaft Loipl bestand nach der statistischen Übersicht von 1698 aus 28 Anwesen, davon 21 ganzen und sieben halben Höfen, die mit ihren Hausnamen aufgeführt werden. Weicht der heutige Hausname vom damaligen ab, ist er in Klammern beigefügt. Laut Steuerbuch von 1698 war der für den Gnotschafterbezirk aufgestellte Gnotschafter der Bauer von Vogl.
Das Anwesen Grabenmühle ist noch auf Karten verzeichnet, aber heute nicht mehr bekannt. Diese Anwesen sind in der nachstehenden Tabelle kursiv dargestellt.
→ Siehe auch: Liste der Baudenkmäler in Bischofswiesen#Loipl
| Ganze Höfe | Halbe Höfe |
| --- | --- |
| 1. Bärnlehen 2. Ob. Födler 3. Unt. Födler 4. Frech 5. Gaßlehen 6. Göbl 7. Herzog 8. Hillebrand 9. Koller 10. Marchlerlehen (Machllehen) 11. Mühllehen 12. Breidler 13. Roisler 14. Rothlehen (Rottenlehen) 15. Rosenreit 16. Vord. Stock 17. Hint. Stock 18. Unt. Türlehen (Unterdürrlehen) 19. Thannlehen 20. Vogl 21. Wegscheid | 1. Grabenmühle 2. Holzstube 3. Kamp 4. Klemmstein 5. Ob. Marcherlehen oder Zickl 6. Rotkreuz 7. Ob. Türlehen (Oberdürrlehen) |

Die aktuellen Hausnamen sind auch auf der topographischen Karte im BayernAtlas dargestellt. Historische Namen und Schreibweisen finden sich auf alten Flurkarten.

## Brauchtum

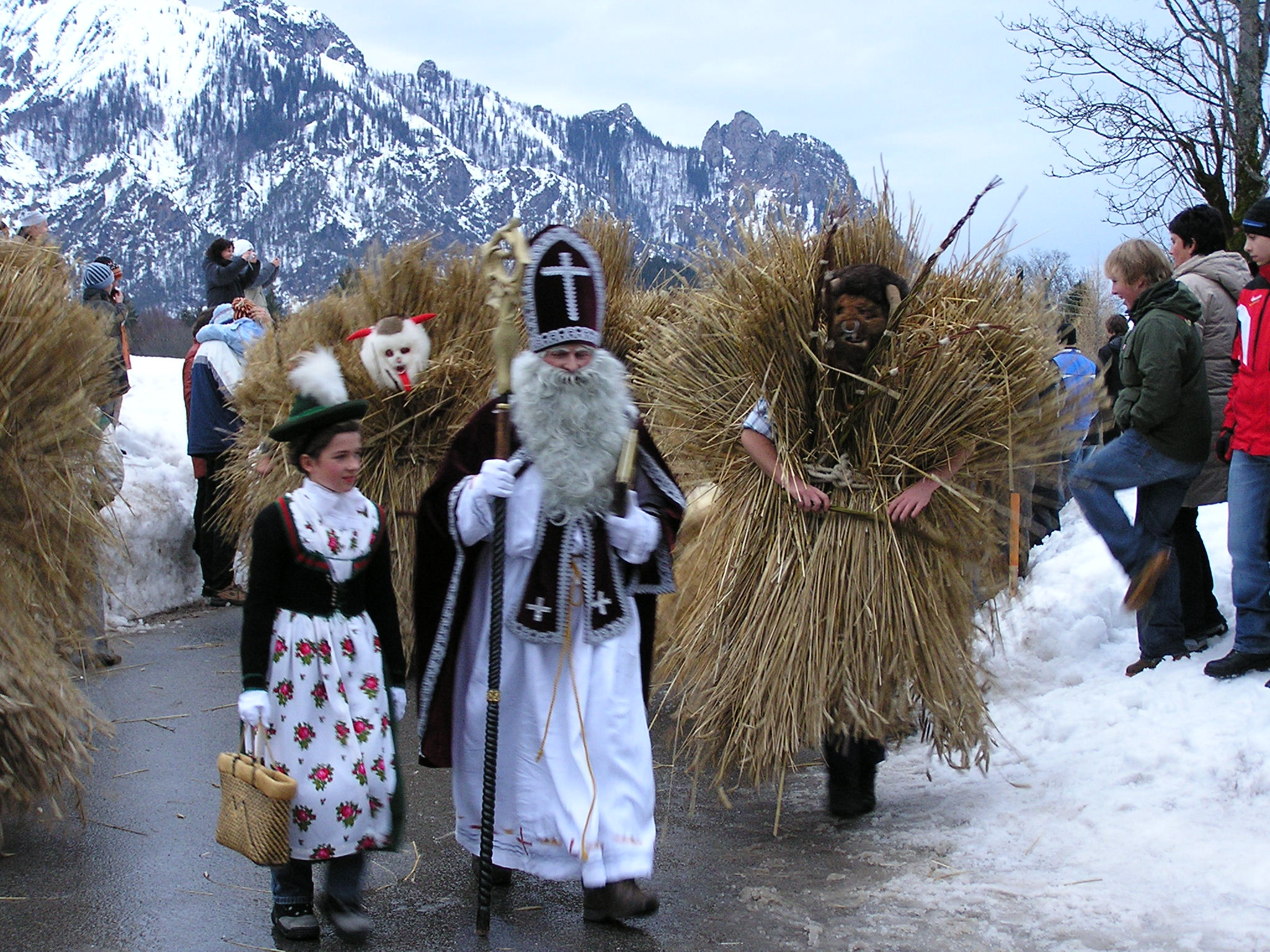
Der hl. Nikolaus, das Nikoloweibl und die Buttnmandl am 1. Adventsonntag in Loipl, 2007

Ein besonderer Brauch ist der „Buttnmandllauf“, der in Loipl im Gegensatz zu den meisten anderen Gemeinden des Berchtesgadener Landes nicht am 5. oder 6. Dezember, sondern am ersten Adventssonntag gepflegt wird. Der Nikolaus zieht mit seinem „Nikoloweibl“ (einem als Frau im Trachtenkleid verkleideten Buben), seinen "Strohbuttnmandln" und "Gangerln" (mit Fellen und Ketten verkleideten jungen Männern) zum Kollerbichl, um in der Dämmerung zu beten und anschließend die Höfe zu besuchen. Dort erwarten die Kinder den Nikolaus mit Gefolge und freuen sich nach einem Gebet oder einem eigens dafür auswendig gelernten Vers über die Geschenke.

## Wirtschaft und Infrastruktur

### Tourismus und Sport
- im Skigebiet Götschen[10] unterhalb des Götschenkopfs ist das Trainingszentrum Götschen für Ski Alpin und Snowboard als eine Trainingsstätte des Regionalzentrums Chiemgau / Berchtesgadener Land innerhalb des Olympiastützpunkts Bayern angesiedelt[11] und u. a. mit Halfpipe, Beschneiungsanlage und Flutlicht ausgestattet.
- Kollerlift mit „Snowtubing“ und Rundlauflift

### Rehabilitationsklinik Loipl
Der Bauernhof Göbl wurde erstmals im 13. Jahrhundert erwähnt. In den 1940er Jahren wurde der Hof von der Familie Helliel in eine Gaststätte zur Bewirtung der Wallfahrer eingerichtet, 1960 wurde daraus ein Gästehaus mit Restaurant. 1978 entstand dort die erste neurologische Rehabilitationsklinik Bayerns. Im Jahr 2000 übernahm die privat geführte Medical Park AG die Klinik und baute sie erheblich aus. Schwerpunkte der Behandlung sind Multiple Sklerose, Morbus Parkinson, Schlaganfall, Hirntumoren und neuromuskuläre Erkrankungen. Chefarzt ist seit Oktober 2017 der Neurologe Peter Rieckmann.

## Baudenkmäler
- Siehe: Liste der Baudenkmäler in Bischofswiesen#Loipl